# Cantone di Escalquens
Il Cantone di Escalquens è una divisione amministrativa dell'Arrondissement di Tolosa e dell'Arrondissement di Muret.
È stato costituito a seguito della riforma approvata con decreto del 13 febbraio 2014, che ha avuto attuazione dopo le elezioni dipartimentali del 2015.

## Composizione
Comprende 35 comuni:
- Aignes
- Aigrefeuille
- Ayguesvives
- Auragne
- Baziège
- Belberaud
- Belbèze-de-Lauragais
- Caignac
- Calmont
- Corronsac
- Deyme
- Donneville
- Escalquens
- Espanès
- Fourquevaux
- Gibel
- Issus
- Labastide-Beauvoir
- Lauzerville
- Mauvaisin
- Monestrol
- Montbrun-Lauragais
- Montgeard
- Montgiscard
- Montlaur
- Nailloux
- Noueilles
- Odars
- Pompertuzat
- Pouze
- Préserville
- Saint-Léon
- Sainte-Foy-d'Aigrefeuille
- Seyre
- Varennes